# Gordon Dirks
Pour les articles homonymes, voir Dirks.
 (octobre 2020).
Gordon Edwin Dirks  (né le 22 juin 1947) est un homme politique provincial canadien de la Saskatchewan et de l'Alberta. Il représente la circonscription de Regina Rosemont à titre de député du Parti progressiste-conservateur de la Saskatchewan de 1982 à 1986 et de Calgary-Elbow à titre de député de l'Association progressiste-conservatrice de l'Alberta de 2014 à 2015.

## Biographie
Né à Saskatoon en Saskatchewan, il étudie à l'Université de la Saskatchewan où il obtient un baccalauréat en éducation. Il obtient aussi une maîtrise en administration dans le milieu éducatif de l'Université de Regina où il continue ensuite à étudier à la Canadian Bible College and Theological Seminary. Après ses études, il enseigne, dirige et devient registraire de la Canadian Bible College de 1979 à 1982. En 1971, il marie Evangeline Joy Reid.

## Politique provinciale

### Saskatchewan
Élu dans Regina Rosemont en 1982, Dirks fait son entrée au cabinet du premier ministre Grant Devine à titre de ministre de Services sociaux et ministre des Affaires urbaines. Tentant une réélection en 1986, il est défait par le néo-démocrate Robert Llewellyn Lyons.
De 1986 à 1990, il est vice-président de la Canadian Bible College. Le collège étant relocalisé à Calgary en 2000 en tant que l'Alliance University College, celui-ci devient ensuite du Ambrose University College (en) (AUC).  
Candidat à la mairie de Regina en 1988, il est défait par Doug Archer (en). 
En 1990, il déménage à Edmonton où il devient sous-ministre adjoint du ministre du ministre albertain de la Famille et des Services sociaux. De 1993 à 1996, il occupe la fonction d'administrateur de la Beulah Alliance Church et président du Rocky Mountain College (en) de Calgary de 1996 à 2006.
En 1999, il est élu dans les districts #1 et #2 du Calgary Board of Education (CBE) lors d'une élection partielle déclenchée en raison de la démission de Lyle Oberg. Il est alors élu sous une plateforme de rationalisation des coûts, de support au corps enseignant et de la diversité du choix des parents dans le système éducatif public. À ce dernier point, il milite pour faire accepter un plan pour favoriser les écoles alternatives dans le CBE. Ce programme ayant été adopté en juin 2001, il devient président du CBE en octobre 2002 et sert à ce poste durant quatre mandats jusqu'en 2010.
En septembre 2014, il est nommé ministre de l'Éducation de l'Alberta dans le cabinet du premier ministre Jim Prentice et ce, malgré le fait qu'il ne siège pas à l'Assemblée législative. Il fait finalement son entrée à l'Assemblée à la faveur d'une élection partielle visant à remplacer Alison Redford, députée démissionnaire dans Calgary-Elbow le 27 octobre 2014.
Peu après sa nomination, des préoccupations sont soulevées face à plusieurs opinions religieuses de Dirks par rapport aux étudiants LGBTQ d'Alberta,,,. Dirks se défend alors en indiquant vouloir fournir un environnement d'apprentissage sécuritaire pour les enfants albertains.
Dirks est défait lors de l'Élections générales albertaines de 2015.